# 古在メカニズム
古在メカニズム (こざいメカニズム、英: Kozai mechanism) は、連星の軌道に対して、特定の条件において遠方の3体目の天体からの摂動が加わることによって引き起こされる天体力学的現象である。この機構により、連星の軌道の近点引数が一定の値の周囲を振動する秤動が発生し、軌道離心率と軌道傾斜角の間に周期的な交換が発生する。この過程は軌道周期より遥かに長い時間スケールで発生する。この機構により、初めは離心率が小さいほぼ円形の軌道であったものが任意の大きな離心率を持った軌道に移行したり、初期のやや傾いた軌道と逆行軌道との間を「反転」するような変化が発生する。
この効果は、惑星の周囲を公転する不規則衛星や太陽系外縁天体、太陽系外惑星、多重星系の軌道を説明する上で重要な要素であることが知られてきた。またブラックホール連星の合体にも関係していると考えられている。この機構は1961年にソ連の天文学者 Mikhail Lidov によって、惑星の周りの自然衛星および人工衛星の軌道の解析において初めて記述された。1962年に日本の天文学者古在由秀が、同じ結果を木星によって摂動を受ける小惑星の軌道に適用した論文を発表した。古在とリドフによる初期の論文の引用数は21世紀になって急増している。2017年の時点で、この機構は最も盛んに研究された天体物理学的現象のひとつであるとみなされている。
この機構の表記に関しては、日本語・英語ともに様々な種類が存在する。日本語では古在メカニズムの他に古在機構の表記が多く見られる。また、近年の論文では発見者の古在とリドフ両名の名前を冠した Lidov–Kozai mechanism や Kozai–Lidov mechanism (古在・リドフ) と表記されることがほとんどである。また、この現象の様々な側面に由来して、「古在効果」、「古在振動」、「古在サイクル」、「古在共鳴」と表記される場合もある。同様に英語でも、「Kozai / Lidov–Kozai / Kozai–Lidov」 + 「mechanism / effect / oscillations / cycles / resonance」という表記が見られる。

## 背景

### ハミルトン力学
ハミルトン力学では、物理系は位相空間における正準座標の関数であるハミルトニアン {\textstyle {\mathcal {H}}} によって特徴付けられる。正準座標系は、配置空間における一般化座標系 {\textstyle x_{i}} と、その共役運動量 {\textstyle p_{i}} からなる。ある系を記述するのに必要な {\textstyle (x_{i},p_{i})} の組の数は、その系の自由度の数である。座標系は通常、特定の問題を解くのに必要な計算を簡素化できるように選ばれる。正準座標の組み合わせは、正準変換によって別の正準座標に変換することができる。系の運動方程式はハミルトンの正準方程式を介してハミルトニアンから得られ、これは座標の時間微分を共役運動量に関するハミルトニアンの偏微分に結び付ける。

### 軌道要素

ケプラー運動の軌道要素

3次元空間における楕円軌道は、軌道要素と呼ばれる6つの座標の組で一意に記述される。伝統的な選択は座標の組としてケプラー要素を用いるものであり、これは軌道離心率、軌道長半径、軌道傾斜角、昇交点黄経、近点引数、真近点角の6つから構成される。天体力学の計算では、19世紀にシャルル＝ウジェーヌ・ドロネーによって導入された軌道要素の組を用いるのが一般的である。ドロネーの要素は作用-角変数の正準的な組をなし、平均近点角 {\textstyle l} と近点引数 {\textstyle g}、および昇交点黄経 {\textstyle h} を用いる。またそれぞれに対応した共役運動量は {\textstyle L}、{\textstyle G}、および {\textstyle H} で表される。

### 三体問題
相互に重力的な作用を及ぼし合う3体からなる系の力学は複雑である。一般に、三体系の振る舞いは初期条件に鋭敏に依存するカオス的なものになる。したがって、3つの天体の動きを決める問題である三体問題は、特別な場合を除いては解析的に解くことができない。その代わりに、数値解析が用いられる。
古在メカニズムは、「階層的」な三重星系、すなわち摂動を起こす1つの天体が、内側で連星をなす残りの2天体から離れた位置を公転している系で見られる現象である。摂動を起こす天体と、内側の連星の質量中心が、「外側の連星」を構成する。このような系はしばしば、内側連星と外側連星の孤立した進化に対応した2つの項の合計と、その連星同士の2つの軌道の結合を表す3番目の項として、階層的な三体系のハミルトニアンを記述した摂動理論を用いて研究される。このハミルトニアンは以下のように書かれる。
{\displaystyle {\mathcal {H}}={\mathcal {H}}_{\rm {in}}+{\mathcal {H}}_{\rm {out}}+{\mathcal {H}}_{\rm {pert}}.}
ここで、{\displaystyle {\mathcal {H}}_{\rm {in}}} は内側の近接した連星の進化を記述する項、{\displaystyle {\mathcal {H}}_{\rm {out}}} は「外側の連星」の進化を記述する項、{\displaystyle {\mathcal {H}}_{\rm {pert}}} はその2つを結び付ける、摂動に関する項である。この摂動項は、内側の連星と外側の連星の軌道長半径の比 {\textstyle \alpha } で展開される。したがってこの {\textstyle \alpha } は階層的な三重星系においては小さな量となる。摂動項の級数は急速に収束するため、階層的な三重星系の定性的な振る舞いは、展開の低次の項で決まる。それぞれ、四重極 ({\textstyle \propto \alpha ^{2}})、八重極 ({\textstyle \propto \alpha ^{3}})、十六重極 ({\textstyle \propto \alpha ^{4}}) の項であり、以下のように記述される。
{\displaystyle {\mathcal {H}}_{\rm {pert}}={\mathcal {H}}_{\rm {quad}}+{\mathcal {H}}_{\rm {oct}}+{\mathcal {H}}_{\rm {hex}}+O(\alpha ^{5}).}
多くの系では、天体の運動は摂動展開の最も低次な四重極項で十分に記述されることが分かっている。八重極の項は特定の条件において支配的な項となり、これが古在振動の振幅の長期進化の原因となっている。

#### 永年近似
古在機構は永年効果、すなわち内側と外側の連星の軌道周期と比較して遥かに長い時間スケールで発生する効果である。問題を単純化し計算をより取り扱いやすくするため、階層的な三体のハミルトニアンは永年化される。つまり2つの軌道の急速に変化する平均近点角を平均化するという操作を行う。この取り扱いにより、この問題は相互作用する2つの重いリング(それぞれの連星の軌道に対応している)の問題へと帰着される。

## 機構の概観

### 試験粒子の極限

Delaunay変数 の空間における軌道。軌道長半径および平均運動を1とする単位系を採用している。 が小さい（軌道傾斜角が大きい）場合には秤動運動が存在し、これにより離心率 がゼロ付近から大きな値へと変化し得る。

古在機構の最も単純な取り扱いは、内側連星の伴星である天体を試験粒子、すなわち他の主星と遠方の摂動天体の2天体と比べて質量が無視できる理想化された点状天体であると近似して扱うことである。このような近似は例えば、月による摂動を受けながら低軌道で地球を公転する人工衛星の場合、あるいは木星によって摂動を受ける短周期彗星の場合に有効である。この極限でのハミルトニアンは、軌道長半径および離心率を1とする単位系では
{\displaystyle {\mathcal {H}}_{\mathrm {int} }=-{\frac {{\mathcal {G}}m_{\mathrm {pert} }a^{2}}{8a_{\mathrm {pert} }^{3}}}\left[5+3{\frac {H^{2}}{L^{2}}}-6{\frac {G^{2}}{L^{2}}}-15\left(1-{\frac {G^{2}}{L^{2}}}-{\frac {H^{2}}{G^{2}}}+{\frac {H^{2}}{L^{2}}}\right)\sin ^{2}g\right]}
により与えられる。
これらの近似のもとでは、伴星の軌道平均された運動方程式は保存量を持つ。これは、伴星の角運動量の、主星と摂動天体の角運動量に平行な成分である。この保存量は、伴星の軌道離心率 e と、摂動天体の軌道平面に対する軌道傾斜角 i によって以下のように表される。
{\displaystyle L_{z}={\sqrt {(1-e^{2})}}\cos i=\mathrm {const} .}
Lz が保存するということは、軌道離心率と軌道傾斜角が「トレードオフ」の関係にあることを意味する。つまり、古在機構によって軌道離心率が上昇する場合は軌道傾斜角は減少する。したがって、円形に近い大きく傾いた軌道は、古在機構によって非常に離心率の大きい細長い軌道に変化しうる。軌道離心率が増加する一方で軌道長半径は一定に保たれるため、伴星の近点距離は減少する(同様に遠点距離は増大する)。この機構は、木星によって摂動を受ける彗星を、太陽をかすめるような軌道で公転するサングレーザーへと変化させうる。
Lz が特定の値より小さい場合、古在振動が発生する。Lz がその臨界値である場合、「不動点」軌道となり、その時の傾斜角は
{\displaystyle i_{crit}=\arccos \left({\sqrt {\frac {3}{5}}}\right)\approx 39.2^{\circ }}
で与えられる定数値となる。この角度は Kozai angle と呼ばれる。
Lz の値がこの臨界値よりも小さい場合、同じ Lz を持つが、離心率と傾斜角が異なる量の変化をする軌道解の1パラメータの集団が存在する。興味深いことに、傾斜角 i が変動し得る度合いは系内の質量とは独立であり、質量は振動の時間スケールのみと関係する。

#### タイムスケール
古在振動に伴う基本的なタイムスケールは、
{\displaystyle T_{\mathrm {Kozai} }=2\pi {\frac {\sqrt {GM}}{Gm_{2}}}{\frac {a_{2}^{3}}{a^{3/2}}}\left(1-e_{2}^{2}\right)^{3/2}={\frac {M}{m_{2}}}{\frac {P_{2}^{2}}{P}}\left(1-e_{2}^{2}\right)^{3/2}}
と表される。ここで a は軌道長半径、P は軌道周期、e は軌道離心率、m は質量である。また添字の "2" は外側の摂動天体の軌道を表し、添字の無いものは内側の連星の軌道を意味する。M は主星の質量である。
3つ全ての変数 (e、i と ω、ωは近点引数) の振動の周期は同じである。しかし軌道が不動点の軌道からどれだけ離れているかに依存して、秤動する軌道と振動する軌道を分ける区分線にある軌道では周期は非常に長くなる。

## 天体物理学への応用

### 太陽系
古在機構は近点引数 ω の 90° あるいは 270° 周辺での秤動を引き起こす。すなわち、天体が赤道面から最も離れている場所がその天体の近点となる。この効果は、冥王星が海王星との近接遭遇から力学的に守られていることの一因となっている。
古在機構は、ある系内において天体が取りうる軌道に対して制約を与える。例えば、
- 規則衛星の場合、もしある惑星の衛星の軌道が惑星の軌道面に対して大きく傾いているのであれば、最も近接した遭遇の際に潮汐力によって破壊されるまで、衛星の離心率は増大を続ける。
- 不規則衛星の場合、離心率が増大することによってその衛星は規則衛星や惑星と衝突を起こす。あるいは、遠点距離が大きくなることによって、衛星がヒル球の外に押し出されてしまう可能性もある。最近、ヒル球内の安定半径が衛星の軌道傾斜角の関数として見いだされており、このことは不規則衛星の軌道傾斜角が非一様な分布をしていることを説明する[24]。

この機構は、海王星より遠方の軌道で太陽を公転する仮説上の惑星である惑星Xの探査においても考慮されている。
惑星と古在共鳴に入っていることが知られている衛星は多数存在する。例えば、木星の衛星カルポ、エウポリエ、土星の衛星キビウク、イジラク、天王星の衛星マーガレット、海王星の衛星サオ、ネソが挙げられる。
いくつかの出典では、ソビエトの探査機ルナ3号が古在振動を起こしていることが確認された初の人工衛星であると記述されている。この探査機は1959年に、地球を周回する大きく傾いた離心率の大きい軌道へ打ち上げられ、月の裏側を初めて撮影するミッションであった。探査機は11回の公転を終えた後、地球の大気に突入して消滅した。しかし Gkolias らの研究によると、地球の形状の扁平率の影響によって古在振動は阻害されるため、探査機の軌道の減衰には別の異なる機構が関わっているはずだと考えられる。

### 太陽系外惑星
太陽系外惑星の中には、恒星に非常に近い軌道を公転する巨大ガス惑星であるホット・ジュピターと呼ばれる天体がある。このような惑星は初めは恒星より遠方で形成された後、古在機構と潮汐摩擦の組み合わせによって現在の軌道にまで移動することで形成されたとする説が提唱されている。

### ブラックホール
古在機構は、高密度な星団の中心部にあるブラックホールの成長に影響を及ぼしていると考えられている。また連星ブラックホールの特定の分類の進化を駆動し、ブラックホールの合体を引き起こす上で役割を果たしていると考えられる。

## 歴史と発展

### メカニズムの発見
この機構は、ソ連の天文学者 Mikhail Lidov が惑星の自然衛星と人工衛星の軌道を解析する過程で初めて記述された。リドフの最初の論文が出版されたのは1961年であり、これは『Iskusstvennyye Sputniki Zemli』というロシア語の学術誌であった。1962年にそれを英語に翻訳したものが出版された。
リドフは、自身の研究を1961年11月20〜25日にモスクワで開かれた Conference on General and Applied Problems of Theoretical Astronomy で発表した。この研究会の参加者には日本人天文学者の古在由秀もおり、後に古在もこの効果を木星によって摂動を受ける小惑星に適用した研究論文を発表した。古在がこの論文をアストロノミカルジャーナルに投稿したのは1962年8月末であり、査読を経て受理され出版されたのは同年11月である。また、リドフの1961年の最初の論文が英訳され『Planetary and Space Science』誌で出版されたのは、1962年10月である。
一般的には、このメカニズムはリドフと古在によって、同時期に独立して見出されたものだと認識されている。ただし古在の1962年の論文では、リドフが1962年のパリの学会で発表した月の周りの天体の運動に関する講演が引用されている。またリドフも研究を進める過程で古在による研究の存在を知ったと考えられ、後の研究では古在の1962年の論文を引用している。そのため2019年に古在機構に関連する過去の文献のサーベイ研究を行った国立天文台の伊藤孝士らは、完全に独立に発見されたとする従来の認識とは異なり、このメカニズムの発見初期においてリドフと古在の研究の間には一定の相互作用が存在したとの見解を示している。
なお、古在機構に関する研究の歴史を記述した別の研究では、最初にこのメカニズムを見出したのはリドフであり、古在はその概念を西側諸国へ普及させたとする見方も存在する。例えば Scott Tremaine と Tomer D. Yavetz による論文では、1960年代初頭にリドフが発見し、古在によって西側諸国へもたらされたとの見解が示されている。

### 呼称の変遷
この機構を発見し論文として発表したのはリドフの方が先であることから、現在では多くの著者が Lidov–Kozai (mechanism / oscillation / など) という表記を用いるが、Kozai–Lidov との表記を用いる者、あるいは単に Kozai とだけ表記する者も多く見られる。リドフの1961年のロシア語の論文およびその英訳である1962年の論文と古在の1962年の論文で述べられている内容は、実質的には等価なものである。それにもかかわらず、当初リドフの論文が古在の論文ほど引用されなかったのは、論文が発表された学術雑誌の知名度に差があったことが原因だと考えられる。天体物理データシステムに登録されている論文の中では、リドフと古在の論文を同時に引用したのは Lowrey による1971年の論文が初めてであるが、その後30年近くにわたってリドフの論文はほとんど引用されていなかった。ただしこれはあくまで天体物理データシステムなど主要な論文データベースに登録されている論文での統計であり、年代が古い論文や、ソ連の科学コミュニティのロシア語論文に関する統計は完全ではない可能性があることには注意が必要である。
21世紀に入り、リドフによる業績が再び注目を浴びるようになった。同じく天体物理データシステム上のデータでは、21世紀になってリドフと古在の1962年の論文を同時に引用した初めての論文は、Matija Ćuk と Joseph A. Burns による巨大惑星の不規則衛星の軌道の長時間進化に関する研究である。当初は単に Kozai (mechanism) と古在の名前のみを冠して呼ばれていたが、リドフによる研究が知られるにつれリドフの名前も冠する呼称を使う研究者が増えていった。"Lidov–Kozai" は2006年の論文で Lidov–Kozai resonance として初めて用いられた。また "Kozai–Lidov" は2005年の論文で Kozai–Lidov resonance として初めて用いられた。

### von Zeipel による20世紀初頭における発見
2019年に出版された国立天文台の伊藤孝士と東京流星観測網の大塚勝仁による古在機構に関する過去の研究の包括的なサーベイでは、1960年代のリドフと古在によるこのメカニズムの発見よりも60年以上前に、スウェーデンの天文学者 Edvard Hugo von Zeipel が同様の理論的枠組みを見出していたことが「再発見」された。
このサーベイ研究によれば、von Zeipel は1898年の論文で三体問題についての研究を行っており、その中で制限三体問題は極端なケースとして取り扱われていた。この論文は「Sur la forme gén ́erale des éléments elliptiques dans le problème des trois corps」というタイトルでフランス語で書かれており、『Bihang till Kongl Svenska Vetenskaps–Akademiens Handlingar』という学術誌で発表された。また1901年にも同じ学術誌上でさらに論文を発表している。これらの論文では1960年代初頭のリドフと古在の研究より60年以上も前に、古在機構を理解する上で必要な基本的かつ重要な定式化が述べられており、20世紀初頭の段階で既に von Zeipel が古在機構の理論的枠組みを見出していたことが分かる。そのため伊藤らは、このメカニズムは von Zeipel–Lidov–Kozai mechanism と表記されるべきであるとの提案を行っている。
なお、先述の Tremaine と Yavetz による2014年の論文では、
と述べられており、さらに早い時期にピエール＝シモン・ラプラスがこの機構についての理論的枠組みを把握していたとの見解を示しているが、その詳細は述べられておらず不明である。